# Трон: Еволюція
Tron: Evolution (укр. Трон: Еволюція) — відеогра жанру action-adventure від третьої особи, розроблена компанією Propaganda Games і видана Disney Interactive в 2010 році.

## Сюжет
У мережі Трон з'являється вірус Абраксас, який заражає нешкідливі програми. Як відповідну реакцію Кевін Флінн створює програму Анон. Абраксас влаштовує полювання за анонім, що призводить останнього до мосту, з якого Анон спостерігає за вбивством Трону. Кворрі їде в Арджил разом з анонім розповісти лідеру ізоморфний — радіі про подію, але прибувши до радіі вони дізналися що Клу вже встиг розповісти власну версію загибелі системного адміністратора. Почувши правду від Кворрі Радія розсилає звістка по всій мережі. Клу влаштовує полювання на анонім, попутно розповідаючи радіі про те що він створив Абраксас зі звичайного ізоморфний. Радію посилає Анонім знайти Гібсона — ізоморфний, який прихистив Кевіна Флінна. У битві з Абраксас останній перетворює Гібсона в вірус і Анонім доводиться вбити його. Повернувшись в майже зруйновану Арджил Анон має намір убити Абраксас, і в підсумку вірус закидає уламками. Кевін Флінн дав Анонім завдання знайти викрадену Кворрі і повернути її неушкодженою. Відправившись на флагман Клу — Регулятор Анон вступає в битву з повернулися Абраксас і остаточно вбиває його. Анонім вдається врятувати Кворрі, але він сам гине. Далі прибув Кевін Флінн забирає Кворрі.

## Музичний супровід
Музика для гри написана Сашею Дікісяном (Sonic Mayhem), Крісом Веласко (God of War) і Кевіном Мантеєм . Дві композиції («Derezzed» і «The Grid»), написані Daft Punk, були взяті з саундтрека фільму Трон: Спадок.